# Nikola Milojevic (tenista)
Nikola Milojevic (nacido el 19 de junio de 1995) es un tenista profesional de Serbia, nacido en la ciudad de Belgrado.

## Carrera
En su trayectoria juvenil obtuvo una gran repercusión, siendo campeón mundial sub-14 (Le Petit As) en la que derrotó en la final a Borna Ćorić y logrando ser número 1 del mundo en el ranking ITF Sub-18. Su mejor ranking individual es el N.º 143 alcanzado el 16 de octubre de 2017, mientras que en dobles logró la posición 252 el 18 de febrero de 2019.
Ha logrado 3 títulos en la categoría ATP Challenger Tour.

## Títulos Challenger (3; 3+0)

### Individuales (3)
| N.° | Fecha      | Torneo                | Superficie    | Oponente en la final | Resultado     |
| --- | ---------- | --------------------- | ------------- | -------------------- | ------------- |
| 1.  | 24.06.2018 | Challenger de Fergana | Dura          | Enrique López-Pérez  | 6-3, 6-4      |
| 2.  | 04.08.2019 | Challenger de Liberec | Tierra batida | Rogério Dutra Silva  | 6-3, 3-6, 6-4 |
| 3.  | 28.03.2021 | Challenger de Zadar   | Tierra batida | Dimitar Kuzmanov     | 2-6, 6-2, 7-6 |